# Прапор Корюківського району
Пра́пор Корю́ківського райо́ну — символ самоврядування Корюківського району Чернігівської області, що затверджений восьмою сесією Корюківської районної ради шостого скликання від серпня 2011 року.

## Опис
Прапор Корюківського району — прямокутне полотнище яскравого зеленого кольору зі співвідношенням ширини до довжини 2:3, від древкового краю якого на відстані 1/6 довжини прапора на білій вертикальній смузі (завширшки в 1/12 довжини полотнища) зображений орнамент із зелених дубових листочків із жовтими жолудями. Зворотна сторона полотнища ідентична.